# Préalpes de Castellane
Pour les articles homonymes, voir Préalpes et Castellane (homonymie).
Les Préalpes de Castellane sont un massif des Préalpes du Sud françaises situé dans les départements des Alpes-Maritimes, des Alpes-de-Haute-Provence et du Var. La partie la plus orientale est souvent appelée Préalpes de Grasse.

## Géographie

### Situation
Le massif s'étend d'ouest en est, au sud et à l'est de Castellane jusqu'au nord de Grasse et de Vence, ainsi qu'au sud du Verdon et au sud et à l'ouest du fleuve Var.
Il se situe au sud des Préalpes de Digne, du massif des Trois-Évêchés, du massif du Pelat et du massif du Mercantour-Argentera, ainsi qu'à l'ouest des Préalpes de Nice.
Le massif est composé de plateaux et de longues chaînes de montagne qui s'étendent d'ouest en est. L'altitude moyenne des monts est de 1 400 m et les plateaux de 900 m.

### Principaux sommets
- Puy de Rent, 1 996 m, point culminant du massif
- Pic de Rent, 1 974 m
- Sommet de la Bernarde, 1 941 m
- Montagne de Teillon, 1 893 m
- Pic de Chamatte, 1 878 m
- Montagne du Cheiron (Cime du Cheiron, Jérusalem), 1 778 m
- Crête des Serres, 1 777 m
- Sommet de Crémon, 1 760 m
- Montagne de Lachens, 1 712 m
- Arpille, 1 686 m
- Montagne de Thorenc (Pic de l'Aigle), 1 644 m
- Bauroux, 1 644 m
- Montagne de l'Audibergue (Signal d'Andon), 1 642 m
- Haut Montet, 1 335 m
- Puy de Tourettes, 1 268 m
- Pic des Courmettes, 1 248 m
- Puy de Naouri, 1 024 m
- Les Cuguyons, 982 m
- Baou de Saint-Jeannet, 802 m

### Géologie
Ces préalpes sont constituées de calcaires argileux (molasse) et de roche karstique sur les plateaux de haute altitude.
Les monts présentent des formations calcaires et dolomitiques d'âge jurassique affectées par des plissements et des chevauchements d'orientation est-ouest. Les formations superficielles couvrent des surfaces importantes : éboulis vifs en pied de falaise et formations colluvionnaires dans les vallons[réf. nécessaire].
Les plateaux d'altitude présentent une topographie douce et les traits caractéristiques d'un paysage calcaire attestant une karstification très développée : lapiaz, dolines, vallées sèches, pertes d'écoulement temporaires, grottes, avens de 60 m (grotte de Sainte-Baume à Saint-Vallier-de-Thiey) jusqu'à 150 m de profondeur dans le Plan de Canjuers.
Le massif s'est formé à partir de l'ère secondaire, au Crétacé (-100 millions d'années ; -65 millions d'années).
Pendant cette période, la plaque d’Afrique et celle d’Eurasie entrent en collision et provoquent le bourrelet des Alpes et la formation de la mer Méditerranée. Toutes les couches sédimentaires qui s’étaient déposées au-dessus du gypse vont se décoller, glisser, se casser, s’enchevêtrer ce qui définit un terrain du secondaire sur du tertiaire[réf. nécessaire]. Le mouvement des plaques continue (elles se rapprochent de 1 mm par an) mais le sol sédimentaire est karstique, il s'érode plus rapidement que la roche cristalline des vieux massifs du Précambrien comme l'Esterel ou les Maures.

## Activités

### Stations de sports d'hiver
- L'Audibergue - La Moulière
- Gréolières 1400

### Cyclisme
Plusieurs cols sont praticables à vélo.